# 臍帯血

母体のなかの子宮と胎児。図中で胎盤と胎児をつないでいるものが臍帯である。臍帯の中で絡み合う赤が臍帯動脈、青が臍帯静脈。臍帯動脈血と臍帯静脈血が臍帯血である。臍帯血の採取は出産後、赤ちゃんと臍帯が切り離されてから行う

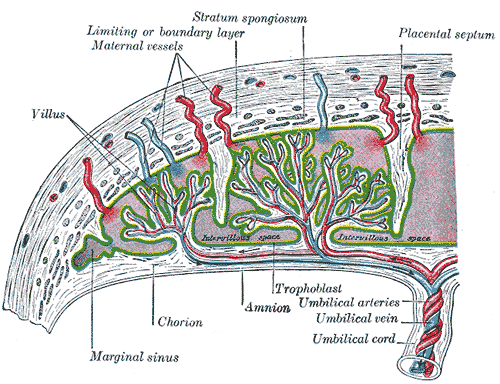
胎盤の拡大図。胎盤で母体側と胎児側との栄養や酸素、老廃物の交換が行われるが、母の血液と胎児血が直接交じり合うことは無い。

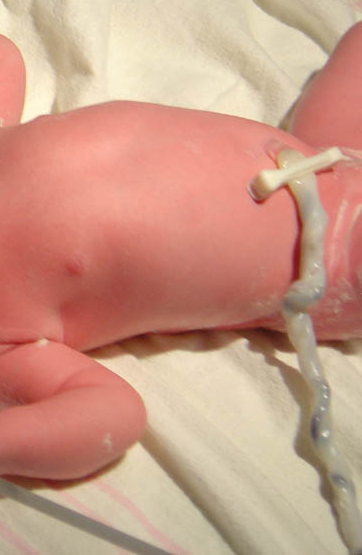
出生直後の新生児。まだ臍帯がつながっている。半透明のひも状のものが臍帯で、なかで黒く見えているのが臍帯血である。臍帯はクリップされた位置から母体側で切られる。臍帯血の採取では臍帯は2ヶ所でクリップされ2つのクリップの中間で切り離し、表面を消毒後、臍帯に注射針を刺して採取される。クリップで止めて針を刺して採取するのは細菌などの混入を防ぐためである。

臍帯血（さいたいけつ、英名：Umbilical cord blood）とは、胎児と母体を繋ぐ胎児側の組織であるへその緒（臍帯：さいたい）の中に含まれる胎児血。「臍（さい・へそのお）」は常用漢字ではないため、さい帯血とも表記される。1993年以降は白血病などの血液疾患患者への移植医療に広く用いられるようになっている。

## 概要
胎児は胎盤を通して母側から酸素や栄養分を受け取り、老廃物を母体側に渡すが、胎児と胎盤をつないでいるのが臍帯である。出生時の臍帯は太さが2cm,長さが50-60cmほどで、臍帯には2本の臍帯動脈と1本の臍帯静脈が流れているが、その血管内の血液が臍帯血で40ml-100ml程度の量がある。移植に使われる臍帯血は出産後に胎盤や臍帯内に取り残された胎児血を採取保存したものである。以前には出産後に臍帯や胎盤とともに破棄されるものだったが、1980年代前半に臍帯血には造血幹細胞が含まれることがわかり、1988年、臍帯血を使った最初の移植医療（Gluckman博士らによるFnconi貧血児への移植）が行われ、その後各地で臍帯血バンクが設立され1993年以降バンクを通して白血病などの疾患への移植医療が各国で行われている。
出産後、臍帯は新生児からは切り離され、胎盤もまもなく娩出（後産）される。そのため出産後、新生児から切り離された後の臍帯から血液を採取しても、新生児や母体にはなんら影響はない。
臍帯血に含まれる造血幹細胞移植は骨髄移植や末梢血幹細胞移植と並ぶ造血細胞の移植術であるが、臍帯血は骨髄や動員末梢血幹細胞に比べると造血幹細胞の数が少なく、生着率は約 85% とされHLA 適合度が低いと造血の回復が遅いデメリット（移植初期の失敗が多い）はあるが、適切に保存された臍帯血は短期間で移植が可能で、造血幹細胞が一旦生着し安定した造血が始まると骨髄や動員末梢血幹細胞による造血よりも移植片対宿主病(GVHD)が少ないメリットがある。移植片対宿主病(GVHD)が少ない為にHLAが完全一致でなくても移植が可能でありより少ないドナープールでドナーを見つけられる。造血細胞数が少ないために、臍帯血移植が始まった当初は、移植先は小児が多かったが、近年では大人への移植も多く行われている。
2006年には秋篠宮妃紀子が悠仁親王を出産した際に、悠仁親王の臍帯血を公的バンクの一つである東京都赤十字血液センターさい帯血バンク(2012年現在の日本赤十字社関東甲信越さい帯血バンクの前身)に提供している。

## 性質
出生時に臍帯に取り残された胎児/新生児血である臍帯血は、個体差は大きいものの平均値で成人の末梢血と比べると赤血球がやや大きめで血液の濃さはやや濃い目である。白血球も成人の末梢血中の白血球より多く、成人の末梢血ではほとんど見られない造血細胞も臍帯血では見られる特徴がある。
個体差があるため検査施設の報告により数字に差はあるが、一つの信頼できるデータでは臍帯血の平均値として赤血球数470万/μl、ヘモグロビン(Hb)16.5g/dL、ヘマトクリット(Ht)51%、平均赤血球容積(MCV)108fL、白血球数1.8万/μl、好中球数1.1万/μl、リンパ球数5500/μlであり、体積あたりの赤血球の数は成人とあまり変わらないものの、赤血球一つ一つの大きさが108fLであり、それは成人の90fLより大きい。そのために臍帯血はヘモグロビン(Hb)値やヘマトクリット(Ht)値が成人の末梢血より大きく、つまり臍帯血は成人の末梢血よりやや濃い目の血液といえる。(ただし、それは正常な時期に出産された新生児の数字であり、早産児では赤血球は大きいが、数は少なく貧血の早産児が多い）白血球も成人の基準値上限のおよそ2倍程度の数である。血小板数は個人差が大きいものの成人と同じ範囲内におさまる。従って、新生児は多血気味が多く、取り残されるはずの臍帯血が取り残されずに新生児に流れ込むとさらに多血気味になりうる。出生時の臍帯血の赤血球中のヘモグロビンの60-80%は胎児型ヘモグロビンFであり、成人型のヘモグロビンAは少ない。
新生児の臍帯血の量は、個人差は大きいものの、体重3Kgの新生児でおよそ100ml程度である。
臍帯血中の有核細胞数は4-6億個の物が一番多く約3割、6-8億個の物も約3割、8-10億個が3番目で約2割、10億個以上のものが1割強である。体の大きい成人への移植には8億個以上が必要とされている。有核細胞に含まれるCD34+細胞（造血幹細胞を含む若い造血細胞）は成人の末梢血ではほとんど見られないが、臍帯血では0.2-0.5%の範囲でふくまれるものが多い。

## 治療への活用
白血病などの難治性血液疾患の根本的治療のひとつである造血幹細胞移植において、造血幹細胞の供給源として骨髄および幹細胞動員末梢血などと同じく移植ソースの一つとされる。臍帯血は、細胞提供者（ドナー）の負担がなく、HLA2座不一致でも移植が可能なことなどから、造血幹細胞の有力な供給源と考えられている。
問題点としては、臍帯血に含まれる造血幹細胞の数が骨髄や末梢血動員幹細胞に比べて少ないために、生着不全（造血幹細胞が定着しないこと）の確率が骨髄・末梢血動員幹細胞に比べて高いことや、造血の回復が遅いことがあげられる。含まれる造血幹細胞数の多寡が移植の成否を分ける重要な要素となるため、採取された臍帯血の全てが移植に利用できる訳ではないこと（採取された細胞数が少ない場合は移植には用いられない）、特に成人の患者への適応症例はまだ多くはなく、骨髄移植に比べ知見が少ないことなどもあげられる。
が、造血幹細胞数の少ない臍帯血も、幹細胞を増殖させた上で移植したり、複数人の臍帯血を一緒に移植する「カクテル移植」が試みられるなど、問題を克服する努力も行われている。
近年、造血幹細胞以外の体性幹細胞である間葉系幹細胞が臍帯血中から見出された。これまで間葉系幹細胞は骨髄中に存在することが報告されていたが、骨髄だけでなく臍帯血も間葉系幹細胞の供給源として、骨や軟骨の組織工学的修復あるいは再生医療への臨床応用へ適用できる可能性が示された。さらに、神経細胞や肝細胞、上皮細胞など、より広範な組織への多分化能を有する前駆細胞の存在も示唆されており、世界各国で熱心に研究が進められている。

### 臍帯血移植の対象となる疾患
急性リンパ性白血病・急性骨髄性白血病・慢性骨髄性白血病・若年性骨髄単球性白血病・骨髄異形成症候群・悪性リンパ腫・多発性骨髄腫・副腎皮質ジストロフィー・骨髄巨核球造血不全性血小板減少症・先天性赤芽球癆・Fanconi貧血・遺伝性ニューロパチー・Hurler病・Hunter病・再生不良性貧血・重症先天性好中球減少症・サラセミア・X連鎖リンパ増殖症候群など
早期に移植が必要な場合は臍帯血を積極的に検討する（骨髄移植はドナーの選定・調整に時間を要する）。ただし、感染リスクの高い患者や抗HLA抗体が存在する場合、幹細胞の生着が悪い疾患（再生不良性貧血など）、骨髄移植が良い成績を上げている疾患（慢性骨髄性白血病など）などでは臍帯血より骨髄移植を優先する。

## 造血幹細胞ソースとして各ドナーソースとの比較
血液の元になる造血幹細胞は成人では骨髄の中に存在し、1960年代から白血病などの治療で失われた造血機能再建に骨髄移植が行われてきた。その後研究が進み、2012年現在、造血幹細胞のソースとしては骨髄の他に、末梢血動員幹細胞、臍帯血がある。
臍帯血移植は骨髄移植や末梢血動員幹細胞移植と比べると初期の治療関連死は多いが、再発率と移植片対宿主病(GVHD)の発症頻度は低く、全体としては無病生存率はほぼ同じである。
- 末梢血動員幹細胞移植 成人に顆粒球コロニー刺激因子(G-CSF)を投与するとドナーの造血幹細胞が刺激されて、血液（末梢血）に大量の造血幹細胞が出現する。その大量の造血幹細胞が出現しているドナーの血液を採取し造血幹細胞を含む成分のみを取り出し、残りの赤血球や血漿はドナーに戻す。末梢血動員幹細胞移植では骨髄からよりもさらに多くの造血細胞が取れ造血の回復が早いというメリットがあるが、ドナーにG-CSFの副作用の恐れがあることと、患者に慢性GVHDが強い傾向があるというデメリットもある。G-CSF投与で採取された幹細胞は分化した傾向の物が多く、一生にわたる超長期的な造血の維持が出来るかについては疑問がもたれている[26][27][28][29]。

造血幹細胞は胎児の血液(末梢血)中にも存在するが、1980年代には臍帯（へその緒）および胎盤の胎児側血管のなかの血液中にも造血幹細胞が含まれることが明らかになった。臍帯血に含まれる造血幹細胞は成人の骨髄中の造血幹細胞より未熟で、つまりより若い細胞であることが確認されている。その為に一旦生着して血球の回復が軌道に乗れば成人から得た造血幹細胞よりも高い造血能力があると考えられている。また、臍帯血中のTリンパ球はより未熟で移植患者を異物と認識して増殖する力が弱く、その為にHLA型が完全一致していなくとも（成人から得た移植ソースに比べ）移植片対宿主病（GVHD)が重症化しにくいと考えられている。ただし、骨髄や末梢血動員幹細胞に比べると細胞数が少ないために幹細胞の生着不全のリスクがあること、造血の回復が遅いことが不利な点としてあげられている。
細胞数や造血の回復の早さ・生着率では、末梢血動員幹細胞＞骨髄＞臍帯血。細胞の若さでは、臍帯血＞骨髄＞末梢血動員幹細胞となる。慢性GVHDのリスクの大きさも末梢血動員幹細胞＞骨髄＞臍帯血となる<。
| 骨髄移植と比べて臍帯血移植の利点と不利な点 | 骨髄移植と比べて臍帯血移植の利点と不利な点 |
| 利点 | 不利な点 |
| --- | --- |
| HLA不一致でも移植可能 ドナー探索に必要な時間が短く短期間で移植が可能 GVHDのリスクが少ない ドナー（新生児・母体）への負担が無い ドナー由来の感染症のリスクが少ない | 生着不全の可能性 移植の経験・知見・観察期間が少ない 造血の回復が遅い 同一ドナーからの再移植・ドナーリンパ球輸注が不可能 ドナーに遺伝的疾患があった場合に伝播の可能性 |
| －(浅野ほか(2006), p. 834)及び神田 善伸 編集『みんなに役立つ造血幹細胞移植の基礎と臨床』上巻、p.255を改変                                                         | |

## 臍帯からの採取
臍帯血の採取は、出産直後、新生児と臍帯を切り離したのちに行われる。新生児の出産後ほどなくして胎盤が母体から出てくるが（後産）多くの場合では後産の前に採取される。具体的な採取方法は施設によって多少は異なるが、出産後、新生児に近い部分で臍帯は切り離される。新生児から切り離された臍帯の表面を消毒し、チューブで採取用袋につながれた採取用の針を臍帯血管に刺し重力で自然に臍帯血が流れ出てくるのを採取用バッグに採取する。一滴でも多く採取するため、臍帯は出来るだけ新生児側で切り、最後はチューブをしごいてすべて採取するようにする。臍帯血の移植では、有核細胞数の多寡が重要で有核細胞数の少ない臍帯血は使用されない傾向にあるので、臍帯血は1滴でも多く採取することが肝要で、最低でも有核細胞数8億個 臍帯血の量にして60ml（2007年以降）が最低採取量であり、これ以下は移植には使われず研究用となる。臍帯血の採取と共に母体からも検査用に血液を採取し臍帯血とともに臍帯血バンクに送られる。

## 臍帯血の保存・移植
採取された臍帯血は臍帯血バンクに送られる。臍帯血バンクでは検査・細胞処理の上で臍帯血を液体窒素で冷凍保存し、移植のときを待つ。
採取された臍帯血には、造血幹細胞ばかりでなく、赤血球・白血球・血小板・血漿などが含まれる。赤血球・血小板・血漿は移植には不要なものであり、また移植の時点では異型である赤血球は移植を受ける患者にはむしろ有害である。また、液体窒素タンクの限られたスペースを有効利用する為に不要な成分は取り除く必要もある。
その為、採取病院から届けられた臍帯血バンクでは細胞処理を行ったうえで凍結保存する。
臍帯血はまずは、ヒドロキシエチルスターチ(HES)を加えて赤血球を凝集させて遠心分離、あるいは特殊なバックを用いて遠心分離して余分な赤血球と血漿を取り除く。検査用のサンプルをとり、凍害保護剤を加えて凍結バックに移した後に凍結・保存される。凍害保護剤の添加が必要なのは臍帯血をそのまま凍結すると氷晶や脱水によって造血幹細胞が破壊されるためである。凍結保存された臍帯血を使用する際は、液体窒素で凍らせたまま、移植施設に運び、移植の直前に37℃の温水で解凍する。その際、凍害保護剤が患者に悪影響を与えることがあるので（特に体の小さい小児では）解凍した臍帯血を洗浄してから移植に用いることも多い。臍帯血の移植は移植と言っても実際には静脈に点滴するだけである。血液循環で体内を巡り、骨髄にたどり着いて造血幹細胞はそこに定着する。

### 副作用
細菌感染症や、ヒトヘルペスウイルス6型(HHV-6)脳炎が、「骨髄」「末梢血」移植と比較し多いと指摘されている。

### 活用体制
1992年 New York Blood Centerのルビンシュタイン博士らによって世界初の臍帯血バンク(New York Cord Blood Bank)が設立され、その後臍帯血バンクはデュッセルドルフ、パリ、ミラノなどに設置され、さらに世界各地に広まっていった。
2012年現在世界的な骨髄ドナー検索システム(Bone Marrow Donors Worldwide :BMDW)が構築され、骨髄に関しては48カ国66の骨髄バンクが参加しているが、臍帯血でも29カ国から43の臍帯血バンクがBMDWに参加し、登録された臍帯血のストックは51万本になっている。BMDWで検索された骨髄血や臍帯血の提供や品質管理などで国際間で協力する組織としてはThe World Marrow Donor Association (WMDA)がある。
日本国内では1995年から私的な形で神奈川臍帯血バンクついで近畿臍帯血バンクが設立され、2000年以降厚生省による整備によって2004年までに11の公的なさい帯血バンクが、善意の提供を受けた臍帯血を保存するという体制が整えられており、造血幹細胞移植ではこれらの臍帯血でまかなわれている。ただし、3バンクはその後事業を停止し他バンクに移管したので2012年では実質は8バンクである。2012年現在2万8千本あまりの臍帯血のストックがあり、2011年では1年間におよそ1100件の臍帯血移植が行われている。

### 欠点克服の研究
臍帯血移植が他の方法（骨髄移植や末梢血動員幹細胞移植）に比べて欠点の一つは細胞数が少ないために生着率が悪いことである。生着率の悪さをカバーするためにいくつかの方法が研究されている。臍帯血は通常は静脈から輸注（点滴）で入れられ体内を巡るが、造血幹細胞が骨髄に届くまでに肺などの組織で捕まる細胞も多いと考えられている。そのために骨髄内に直接、臍帯血を入れる方法が試されているが、2011年現在のところまでは生着率の向上と言ったメリットははっきりしていない。また、臍帯血を2ユニット（2人の臍帯血）の移植を行う方法も試されている。2つの臍帯血が同時に移植されるが移植後100日までには移植された2ユニットの細胞のどちらかが優位になる（生着率の悪さをカバーする目的なので2ユニットの臍帯血の造血幹細胞のどちらか一方が生き残ってくれれば良い）。複数臍帯血移植では生着率は良く、再発率も低い傾向にあるが、急性GVHDは多い傾向にある。

## 日本における臍帯血移植
日本の臍帯血移植の件数は世界最多であり、2007年までのデータでは3546件の非血縁者間臍帯血移植（公的バンク）が行なわれ、これは世界の4割を占める。日本では2011年には1100件の臍帯血移植が行われ、2012年5月では日本での臍帯血移植の総件数は8400件を超え、2012年までの累計でも日本での臍帯血移植は世界の総臍帯血移植件数の約1/3を占めている。アメリカやヨーロッパの人口（それぞれ3億人以上）と日本の人口（1億人強）を考慮すると、日本では臍帯血移植が非常に多く行われているといえる。（欧米では非血縁者間での幹細胞動員末梢血移植(PBSCT)が多い。日本では長く非血縁者間でのPBSCTは認められておらず、2010年から日本でも非血縁者間でのPBSCTは認められるようになったが、欧米での実績に比べるとゼロに等しい）。2015年においても世界の臍帯血移植の累計で約1/3が日本で行われている。2015年、日本では臍帯血移植は年間で約1200件行われ、累計では12853件となっている。日本で臍帯血移植が多い理由としては保険制度で欧米より費用が安く済むことと、日本人の体格は一般に欧米人より小さいので細胞数の少ない臍帯血でも移植が可能などの理由があげられている。
日本では臍帯血バンクは2018年現在6バンクである。臍帯血の採取には医療スタッフ数の充実や設備の一定の基準の達成や、スタッフの技術が必要なのでどの病院でも採取できるわけではない。2012年5月現在では臍帯血の採取病院は98ある。2018年現在採取された臍帯血を調製保存する臍帯血バンクは以下の通りである。
非血縁者間臍帯血移植の方針例、(一戸(2013))より引用。
1. レシピエントのHLA抗体のスクリーニングを行い、抗体の保有が判明した場合には、その標的となるHLAを発現しないさい帯血ユニットを優先的に選択する。
2. 15歳以下の症例に対しては、一定の有核細胞数が確保されていればHLA適合度の高いさい帯血を優先的に選択する。
3. 16歳以上の症例に対しては、HLA適合度にかかわらず有核細胞数の多いさい帯血を優先的に選択する。

### 2018年5月現在臍帯血の受け入れをしている臍帯血バンク
- 日本赤十字社北海道さい帯血バンク
- 日本赤十字社関東甲信越さい帯血バンク[註 5]
- 一般社団法人 中部さい帯血バンク[註 6]
- 日本赤十字社近畿さい帯血バンク
- 特定非営利活動法人 兵庫さい帯血バンク
- 日本赤十字社九州さい帯血バンク[50][註 7]

### 日本の臍帯血バンクの問題
日本の臍帯血移植は世界最多を誇るが、その臍帯血移植を支える公的臍帯血バンクが抱える問題は資金難である。日本には公的バンクは11あったが、そのうち3つのバンクは活動を中止し、他の公的バンクに業務を移管している。関係各位からは臍帯血の保険点数の引き上げが求められていた。2012年、臍帯血移植への診療報酬が骨髄移植と同額に引き上げられ、臍帯血バンクへの配分も
2012年3月までは17,400点(1点10円）だったのが、40,800点に引き上げられた。

## 民間の臍帯血バンク（私的保存）
一方、臍帯血の将来の再生医療での利用に期待して、自身の臍帯血を子供本人のために保存しておくというビジネス（民間臍帯血バンク）が米国を中心に拡大している。日本でも自己臍帯血の私的保管事業を行なっている会社が数社存在する。ただし、民間の臍帯血バンクによる私的保存については利用できる細胞数についての懸念や自己さい帯血移植についてのデータが少ないことなどが表明されている。自己臍帯血ではGVHDが無いというメリットがあるかわりに、GVL効果（移植片対白血病・リンパ腫・骨髄腫効果）がないので白血病やリンパ腫の再発率が高いというデメリットがあり、細胞数が保障されない点は決定的に不利な条件である。また、臍帯血採取に慣れていない医師によって採取された臍帯血には細菌が混入している可能性もある。成人への移植には有核細胞8億個が目安だが、有核細胞が8億個以上の臍帯血は3割程度であり、有料で保存しておいた自己臍帯血がいざと言うときには細胞数不足で、結局は使えないというケースが多いことが予想される。幹細胞を増やす技術も確実なものでは無い。
また、日本では私的保存を行っている民間の臍帯血バンクのひとつが2009年12月に倒産し、倒産した臍帯血バンクの社長は同業の民間臍帯血バンクへの移管は「引受先にきちんとした保管技術や施設があるかどうか分からず、どう扱われるか心配だ」と話しているとのことである。

## 新生児の自己輸血ソースとしての臍帯血
臍帯血は新生児自身の血液であるので、例は少ないものの新生児で輸血が必要になった際に臍帯血を新生児自身に輸血することがある。自己血の輸血なので副作用が少ない利点がある。
新生児の外科疾患では、エコー検査などの出産前検査の進歩によって出産前に「出産後早期に手術が必要」と判明するケースがある。そのようなケースで出生後2週間以内に手術すると見込まれる際には、出産時に臍帯血を採取・保存して手術時に輸血が必要になったら保存していた自己の臍帯血を輸血することがある。自己血なので副作用が少ないメリットがある。臍帯血自己血輸血に積極的な病院の例では、出生後2週間以内に外科手術したケースの89%で輸血が必要になり、その63%では自己臍帯血だけで輸血用血液が足りた。しかしながら新生児の手術の為に自己臍帯血を採取・保存することは限られた施設でしか行われていない。輸血の為に臍帯血を採取・保存するには人手・設備・技術が十分で無いと難しい。産科医院ではスタッフ不足に悩んでいるところが多く、また臍帯血採取・保存の設備も不足している病院が多いためである。
また、早産児では貧血のケースが多く、貧血を改善するために、出生時に臍帯血を送り込んでやることがある。新生児と臍帯を結紮するのを遅らせたり、臍帯をしごいたりして臍帯内の血液を新生児に送る。